# لاينوس (تجربة اندماجية)

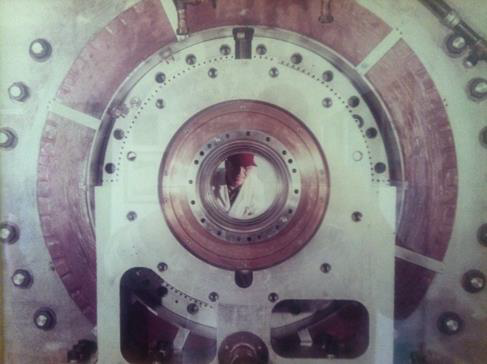

كان برنامج لاينوس (بالإنجليزية: LINUS)‏، مشروعًا تجريبيًا للطاقة النووية الاندماجية بتطوير من مختبر أبحاث البحرية الأمريكية (NRL) في عام 1972. كان المشروع يهدف إلى إنتاج تفاعل نووي اندماجي يمكن السيطرة عليه من خلال انضغاط البلازما داخل أوعية ذات بطانة معدنية. يعرف التصور الأساسي لهذا المشروع حاليًا باسم اندماج الهدف الممغنط.
كان تصميم المفاعل قائمًا على الانضغاط الميكانيكي للفيض المغناطيسي (وبالتالي البلازما) داخل بطانة من المعدن المنصهر. تُملأ غرفة بالمعدن المنصهر، ثم تُدار حول أحد محاورها. وتخلق هذه الحركة الدورانية تجويفًا أسطوانيًا حيث تُحقن البلازما داخله. وبعد إحاطة البلازما داخل هذا التجويف، ينضغط الحائط المعدني المنصهر بسرعة، والذي يؤدي إلى ارتفاع حرارة وكثافة البلازما المُحاصرة بالداخل وصولًا إلى الظروف الاندماجية. 
كان هناك العديد من المميزات لاستخدام البطانة المعدنية المنصهرة مقارنةً بالتجارب السابقة التي كانت تقوم على انهيار أسطوانات ذات بطانة معدنية لتحقيق التفاعل الاندماجي بكثافة مرتفعة للطاقة العالية. توفر بطانة المعدن المنصهر مزايا استخراج طاقة التفاعل الحرارية، وامتصاص النيوترونات، ونقل الطاقة الحركية، واستبدال الحائط المواجه البلازما خلال كل دورة. وتتضمن الفوائد الإضافية أيضًا، للبطانة المعدنية المنصهرة، الصيانة البسيطة للمفاعل، وتقليل النشاط الإشعاعي، وحماية أجزاء المفاعل الثابتة من التلفيات الناتجة عن النيوترونات. خُفف خطر الشظايا المتطايرة أيضًا مع استخدام البطانات المنصهرة.
أُعيد إحياء هذا التصور مرةً أخرى في العقد الأول من القرن الواحد والعشرين، ليكون أساسًا للتصميم الخاص بشركة جينيرال فيوجن، والذي يُؤسَّس حاليًا في كندا.

## مصير المشروع
كانت التجارب على لينوس 0، وهيليوس، فاشلةً إلى حد كبير؛ وكان ذلك جزئيًا بسبب التأخير الواقع على مراحل التصميم، والصناعة، والتجميع. ولم يتم تخصيص الوقت اللازم لاحتواء التأخيرات والتحديات غير المتوقعة، وفي النهاية، فُككت الآلات ووُضعت في المخازن.
واجه مشروع لينوس العديد من المشاكل الهندسية التي حدت من أدائه، وبالتالي، قلل هذا من قبوله باعتباره نهجًا للطاقة الاندماجية التجارية. تضمنت هذه المشاكل أداء تحضير البلازما، وآلية حقنها، والقدرة على تحقيق دورات انعكاسية للانضغاط والتمدد، ومشاكل في انتشار الفيض المغناطيسي إلى مادة البطانة. وأيضًا، لم تتحقق القدرة على إزالة المادة المُبطنِّة المتبخرة من التجويف بين الدورات (خلال فترة زمنية قدرها ثانية واحدة تقريبًا).  كان هناك أيضًا عيوب في تصميم الآلية الداخلية التي كانت تضخ بطانة المعدن المنصهر.
وكانت إحدى المشاكل الكبرى التي واجهها المشروع متعلقةً بحالات عدم الاستقرار الهيدرودينامية في البطانة المنصهرة. يمكن أن تحدث حالات عدم استقرار في البلازما، تعرف بحالات عدم استقرار رايلي-تايلور، إذا انضغط السائل بشكل غير صحيح. يمكن أن تؤدي هذه الحالة إلى تدمير التفاعل النووي الاندماجي من خلال حقن مادة البطانة (أبخرة الرصاص والليثيوم) إلى البلازما. قللت هذه المشكلة من كفاءة التفاعلات الاندماجية، ويمكن أيضًا أن تسبب تلفًا إلى المفاعل. لم يكن من الممكن أيضًا مزامنة توقيت نظام الانضغاط باستخدام التقنيات المتاحة آنذاك، وأُلغي هذا التصميم المُقترح.